# Kentucky Meat Shower
Der Kentucky Meat Shower (Fleischschauer von Kentucky) war ein Ereignis, das am 3. März 1876 gegen 14 Uhr stattfand. Mehrere Minuten lang regnete auf einer Fläche von 100 × 50 Yards (etwa 91 × 46 Meter) nahe dem Ort Rankin im Bath County rotes Fleisch vom Himmel. Die Fleischstücke hatten eine ungefähre Größe von 5 × 5 Zentimetern, wobei von mindestens einem Stück von 10 × 10 Zentimetern berichtet wird. Die New York Times berichtete am 10. März 1876 über das Ereignis auf der Farm von Allen Crouch.
Zeugen begutachteten die Fleischbrocken und probierten sogar davon. Das Fleisch sei frisch gewesen, die Zeugen tippten auf Schaf oder Wild. Proben wurden in verschiedenen Laboren analysiert. In Zeitschriften erschienen die unterschiedlichsten Theorien zur Ursache des Fleischregens.
Im Scientific American Supplement vermutete Leopold Brandeis, dass es sich um das Bakterium Nostoc handle, das durch Wasserzufuhr zu einer gallertartigen Masse aufquillt. Allerdings war der Fleischregen bei blauem Himmel aufgetreten.
Im American Journal of Microscopy and Popular Science vermutete J. Lawrence Smith, es habe sich um vom Wind fortgetragenen Froschlaich gehandelt. Jedoch hatten die in Frage kommenden Laichzeiten noch nicht begonnen.
In den Louisville Medical News tippte Professor Lewis D. Kastenbine auf Geier, die sich in großer Höhe übergeben hatten. Diese Theorie ist bis heute die plausibelste. In Kentucky siedeln sowohl Rabengeier als auch Truthahngeier.
Daneben gab es auch humoristische Deutungen. William Livingston Alden schrieb in der New York Times, das Fleisch stamme von um die Sonne kreisenden Fleischmeteoriten. Man müsse Vorhersagemethoden entwickeln, damit die Fleischregen kulinarisch genutzt werden könnten.
Auch fantastische Theorien machten die Runde, etwa von den sich mit Messern bekämpfenden Brüdern, die ein Wirbelwind erfasste und davontrug, um die Überreste anderswo fallen zu lassen.
Der Kunstprofessor Kurt Gohde fand 2004 an der Transylvania University in Lexington eine Originalprobe des Fleischregens von 1876. Es konnte jedoch nicht mehr festgestellt werden, um was es sich genau handelte. Dennoch ließ Gohde den Geschmack der Probe analysieren und Jelly Beans (Geleebonbons) dieser Geschmacksrichtung herstellen.